# Diospyros malabarica
Diospyros malabarica är en tvåhjärtbladig växtart som först beskrevs av Louis Auguste Joseph Desrousseaux, och fick sitt nu gällande namn av Vincenz Franz Kosteletzky. Diospyros malabarica ingår i släktet Diospyros och familjen Ebenaceae.

## Underarter
Arten delas in i följande underarter:
- D. m. genuina
- D. m. glutinifera
- D. m. malabarica
- D. m. siamensis

## Bildgalleri

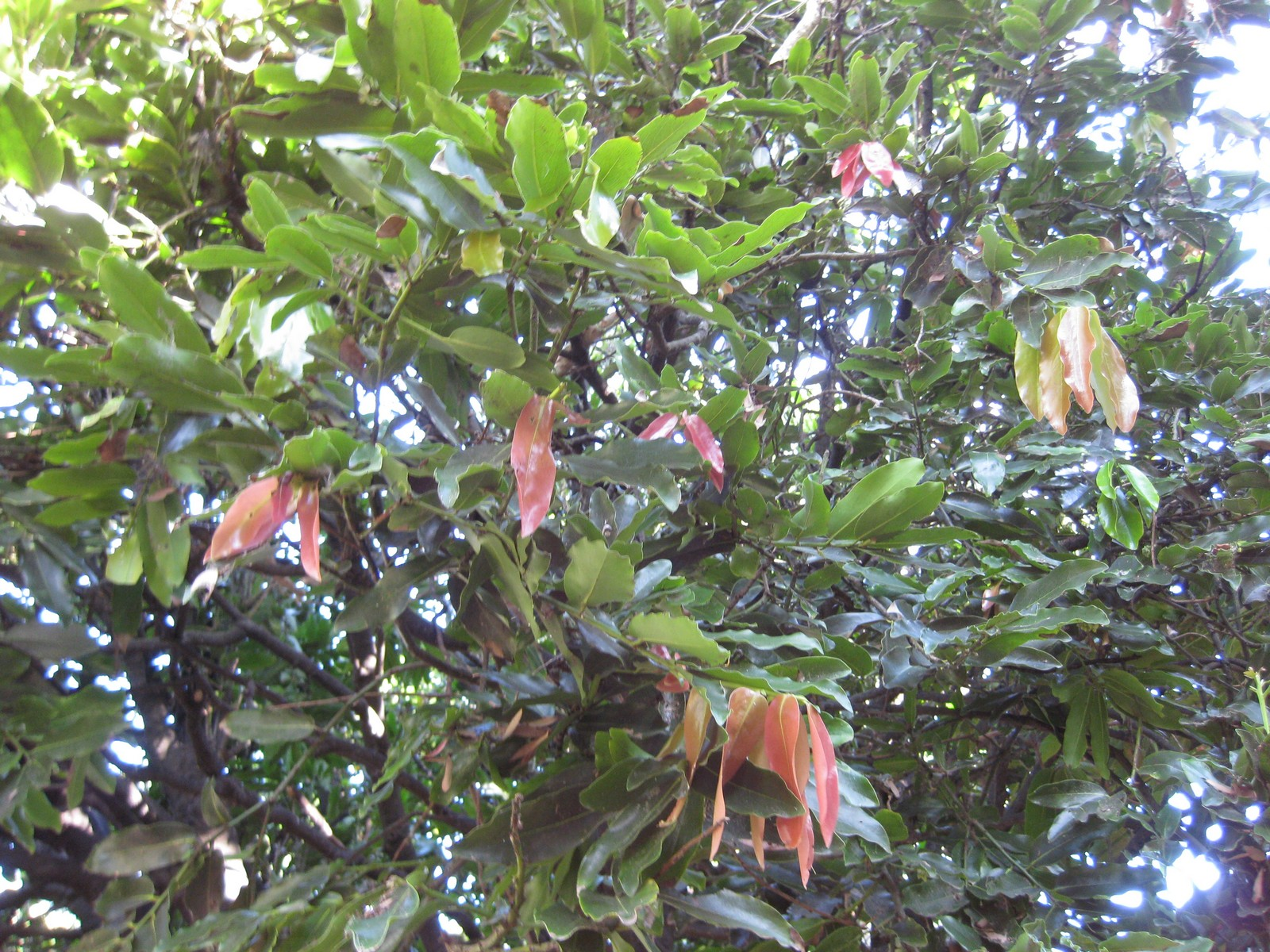
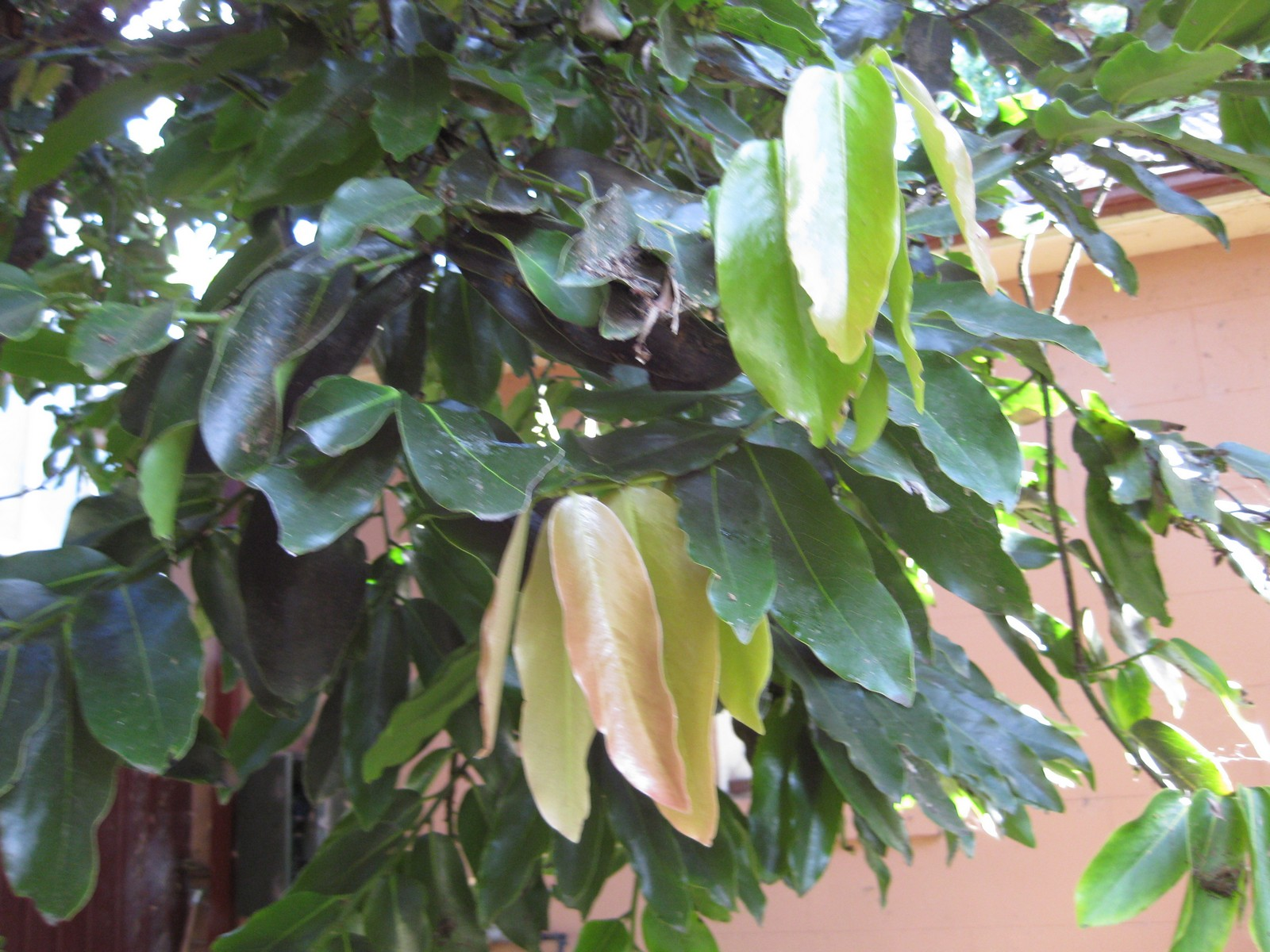
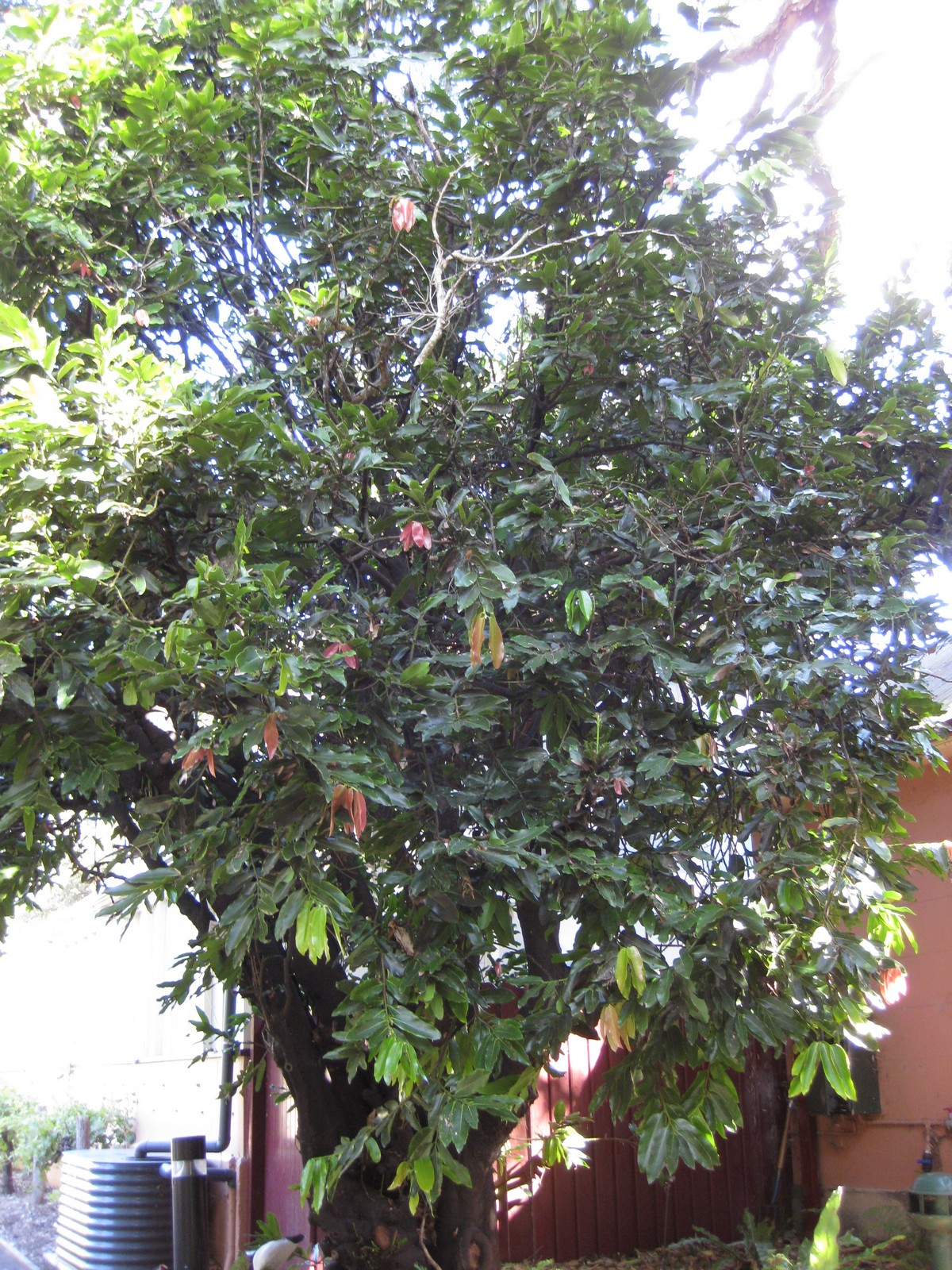
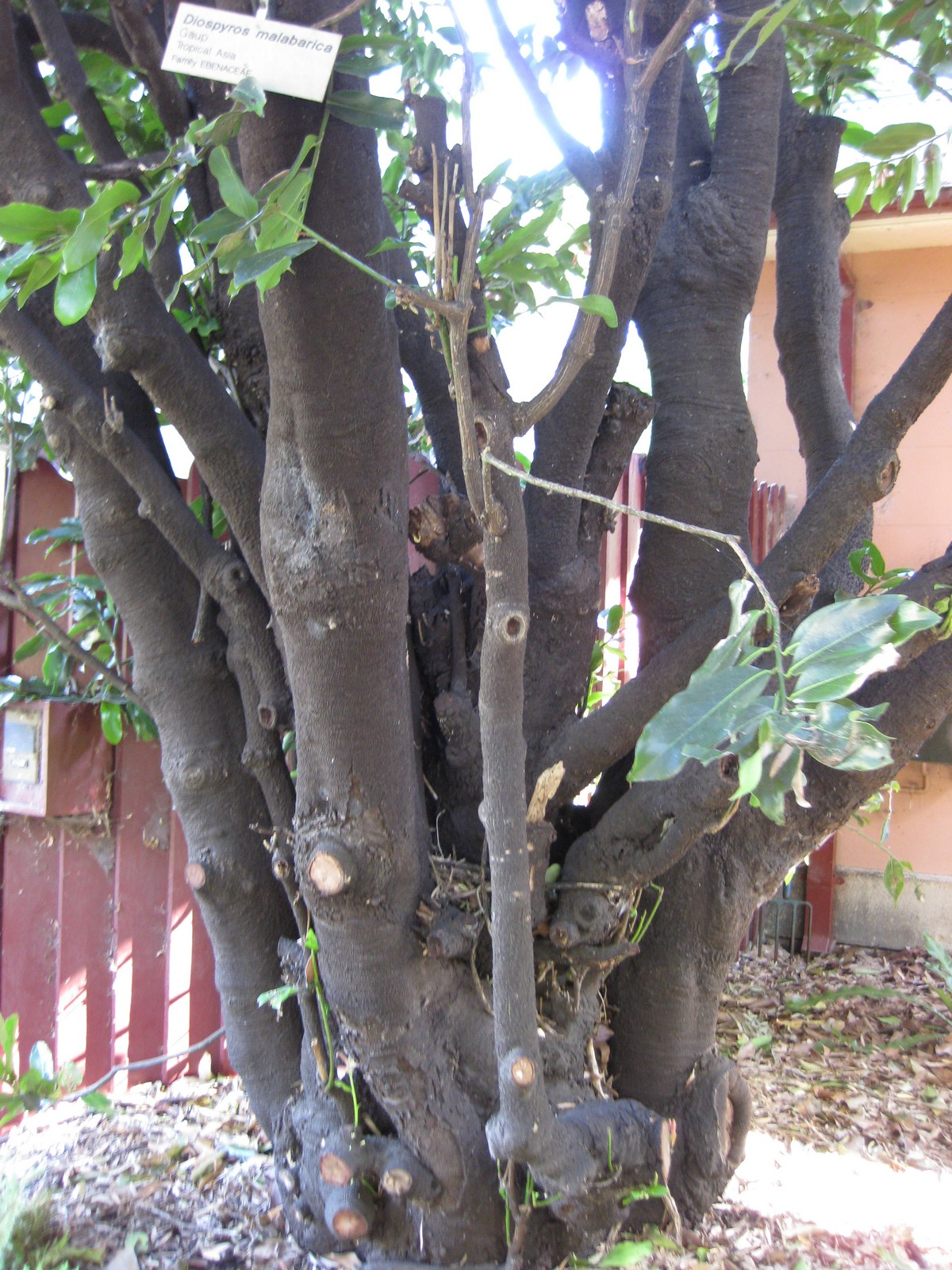
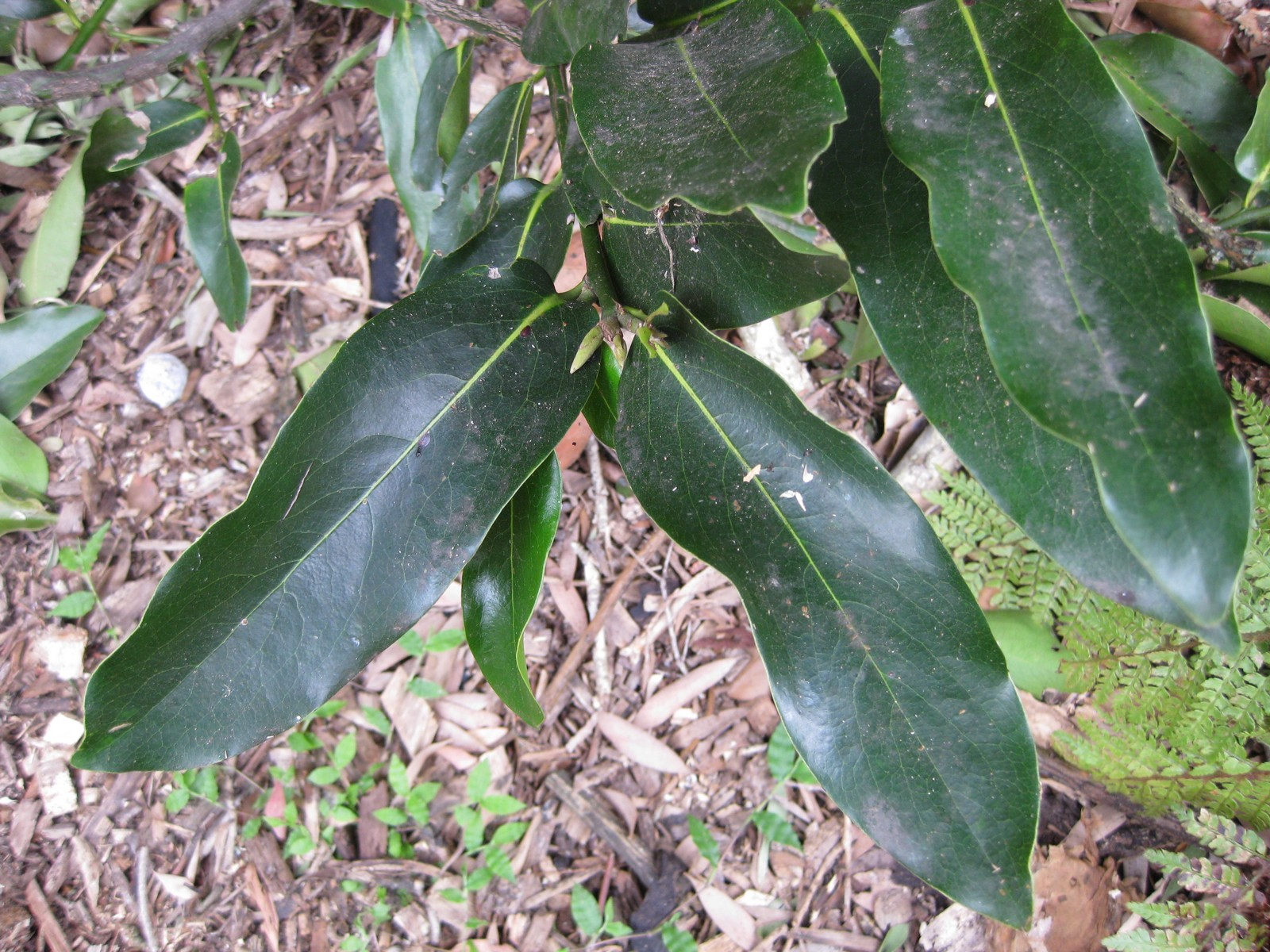
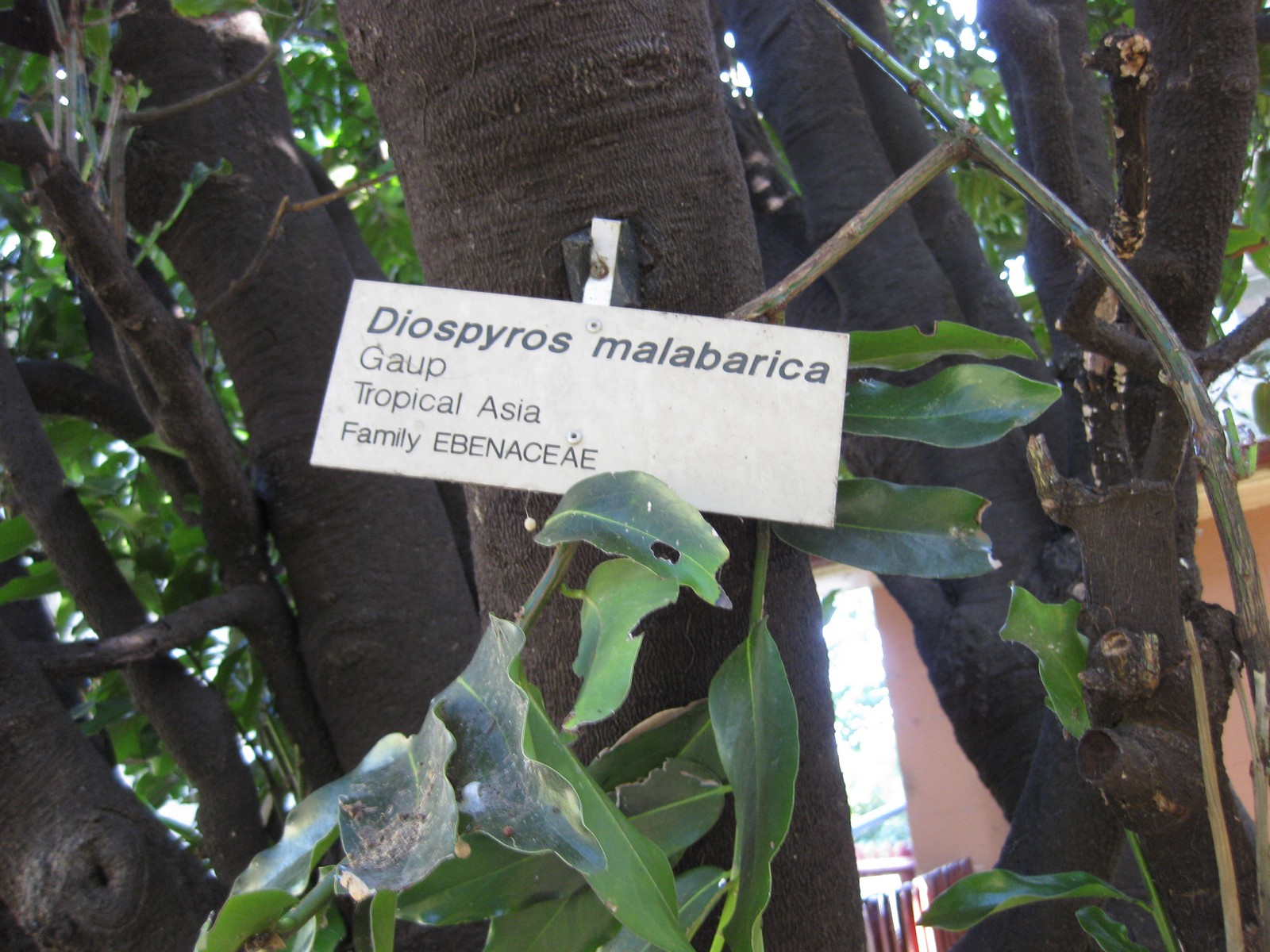